# Асоціація «РІСТ-Холдинг»
Асоціація «РІСТ—Холдинг» утворена З серпня 2003 року. Розташована в м. Вільнянськ, Запорізька область.
Склад Асоціації:
- ВАТ «Завод імені Т. Г. Шевченка»
- Науково-виробниче підприємство «РІСТ».

Асоціація — визнаний лідер на ринку України. Серед партнерів «РІСТ — Холдингу» — підприємства Білорусі, Грузії, Європи та Китаю.